# Roji
Roji eller chaniwa er en af de japanske havetyper, der på dansk hedder 'tehaven'.

## Historie
Den japanske teceremoni stammer oprindeligt fra de buddhistiske klostre i Kina, nåede sit højdepunkt i Muromachi-tiden fra 1335-1568 samt i Momoyama-tiden fra 1568-1600.
Under indflydelse af zenbuddhismen skabtes et nøje fastlagt ritual omkring den enkle handling at drikke grøn te i et terum.
Formålet med den ceremonielle teceremoni er, at mennesket finder en indre ro og balance i krop og sind.
Teceremonien blev oprindeligt praktiseret af den japanske adel, samuraierne og zenbuddhisterne, men bredte sig efterhånden til hele den japanske befolkning.

## Tehavens- og tehyttens arkitektur
Omkring tehuset hvor selve teceremonien finder sted, er der anlagt en rustik have. Denne have ligger i havens mest afsides og fredeligste del. Tehaven er tit opdelt i en ydre og en indre tehave. En indgangsport med tag af strå eller cedertræ åbner ind til den slyngede trædesti, der danner forbindelse mellem de to tehaver.
Langs den slyngede sti der er anlagt mellem buske og træer, står stenlygter og lyser op i tusmørket, delvist skjult i mellem træernes grene. Hvor stien deler sig eller ved særlig smukke steder i haven, ligger der ekstra store delesten i stien, således at gæsten kan stå og nyde haven. Nogle gange ligger der en sten på stien, der er ombundet med sort kokosgarn, der således indikerer, at gæsten går den forkerte vej, hvis vedkommende fortsætter i denne retning.
Tehytten i den indre tehave er opført i naturmaterialer. Op til tehytten står ofte et ærmeflethegn og et rituelt renselseskar, kaldet tsukubai.
I den ydre tehave finder man en let åben beplantning samt et ventehus med et halvtag.
I den indre tehave hersker der ro og stilhed. Der vokser bregner, hosta, bambus, nåletræer og stedsegrønne planter med blanke blade. Jorden er dækket af det grønne mostæppe, der symboliserer eftertænksomhed og ensomhed.
Alle planter er opstammet og trimmes årligt med henblik på at fastholde letheden. Træer med åbne grene og sparsomt bladhang foretrækkes, således at solens stråler får mulighed for at trænge igennem, så der dannes smukke skyggemønstre på mostæppet.
Der findes ingen blomster i stærke farver, der således kan aflede eller tiltrække opmærksomheden.
Ved tehytten eller ved indgangsporten i den ydre have plantes der ofte japansk kirsebærtræer eller ahorntræer for at understreget årets gang.

## Tehavens ritual
I havens ventehus sidder gæsterne og venter på, at værten modtager dem og fører dem gennem en låge, der leder ind til den indre have og tehuset.
Stien til tehaven skal altid overrisles inden gæsternes ankomst, kaldes også roji (den duggede vej). Roji-stien er en væsntlig del af telæren, eftersom den symboliserer 'oplysningens vej', hvor gæsten i overensstemmelse med den zenbuddhistiske tro tømmes for tanker. Herved efterlades den materielle verden udenfor og gæsten forberedes psykisk på den åndelige fornyelse inde i terummet.
Ved renselseskaret til tehytten foretager gæsterne en symbolsk afvaskning af mund og hænder, inden de træder ind i tehytten.